# Aedin Mincks
Cet article possède un paronyme, voir Minck.
Aedin Mincks né le 10 octobre 2000 est un acteur américain, surtout connu pour son rôle d'Angus Chestnut dans Section Genius et pour celui de Robert dans Ted.

## Filmographie
| Année     | Titre                            | Rôle                   | Notes                                                        |
| --------- | -------------------------------- | ---------------------- | ------------------------------------------------------------ |
| 2019      | Cobra Kai (saison 2)             | Mitch                  |                                                              |
| 2016      | Colony                           | Alex                   | épisode : Pilot                                              |
| 2016      | Little Savages                   | Eddie                  |                                                              |
| 2015      | Golden Shoes                     | Julian                 |                                                              |
| 2013      | L'Heure de la peur               | Jason                  | épisode : Bad Egg                                            |
| 2013      | Golden Shoes                     | Julian                 | post-production                                              |
| 2012      | Teens Wanna Know                 | invité                 | épisode : "Chill at the Queen Mary With Disney & Nick Stars" |
| 2012      | Ted                              | Robert                 |                                                              |
| 2011–2014 | Section Genius                   | Angus Chestnut         |                                                              |
| 2011      | New Girl                         | Schmidt jeune          | épisode : "Naked"                                            |
| 2011      | "The Middle"                     | Baumel                 | épisode : The Bridge                                         |
| 2011      | Jimmy Kimmel Live!               | différents personnages | épisode : "Episode #9.75"                                    |
| 2011      | Very Bad Trip 2                  | Alan Garner jeune      |                                                              |
| 2010      | Faster                           | Tommy                  |                                                              |
| 2010      | Lies in Plain Sight              | garçon                 | non-crédité                                                  |
| 2010      | Desperate Housewives             | Joey Murphy            | épisode : "How About a Friendly Shrink?"                     |
| 2009      | The Forgotten                    | Walter, Jr.            | épisode : "Football Son"                                     |
| 2009      | ER                               | enfant #1              | épisode : "The Family Man"                                   |
| 2008      | The Tonight Show with Jay Leno   | différents personnages | épisode : "Episode #17.4"                                    |
| 2008      | The Sarah Silverman Program (en) | enfant                 | épisode : "Making New Friends"                               |